# Llaneros FC
Der Llaneros FC ist ein 2012 gegründeter kolumbianischer Fußballverein aus Villavicencio, Meta, der seit dem Torneo Finalización 2012 in der Categoría Primera B spielt.

## Geschichte
Llaneros FC entstand durch das Aufkaufen des Startrechtes des Vereins Academia FC. Somit gibt es nach der Auflösung von Centauros Villavicencio wieder einen Profifußballverein in Villavicencio und in der kolumbianischen Region der Llanos.
Bei der ersten Teilnahme an der zweiten Liga wurde der Verein Letzter. Im Torneo Apertura 2013 war Llaneros FC erfolgreicher und konnte sich für die Gruppenphase qualifizieren, ohne aber in das Finale einziehen zu können. In der Rückserie verpasste der Verein einen Platz unter den besten acht Mannschaften. In der Hinserie 2014 erreichte Llaneros den zweiten Platz in der Ligaphase und konnte in das Halbfinale einziehen, das aber gegen América de Cali verloren wurde. In der Rückserie wurde aber erneut der Einzug in der Finalrunde verfehlt. In der Spielzeit 2015 fand sich der Verein am Ende der Tabelle wieder und wurde Vorletzter. Genau den gleichen Platz belegte der Verein auch ein Jahr später in der Spielzeit 2016.
Aufgrund finanzieller Schwierigkeiten wurde wiederholt ein Wegzug aus Villavicencio diskutiert. Für die Spielzeit 2017 konnte allerdings der Verbleib in den Llanos gesichert werden. Als Trainer wurde für 2017 der vormalige Jugendtrainer und ehemalige Profifußballer Jairo Patiño eingestellt. Die Apertura 2017 verlief erfolgreicher als die beiden Spielzeit davor. Llaneros belegte in der Ligaphase den vierten Platz und scheiterte im Viertelfinale am späteren Halbserienmeister Boyacá Chicó FC. In der Rückserie erreichte Llaneros sogar das Finale, das gegen Leones FC verloren wurde.
Im Laufe der Spielzeit 2018 trat Patiño zurück und wurde durch Nelson Gómez ersetzt. Llaneros konnte sich als Achter für die Finalrunde qualifizieren. Dort wurde aber der Einzug in das Finale verpasst. In der Apertura 2019 erreichte Llaneros als Achter der Ligaphase die Finalrunde, wurde dort jedoch Gruppenletzter.

## Stadion

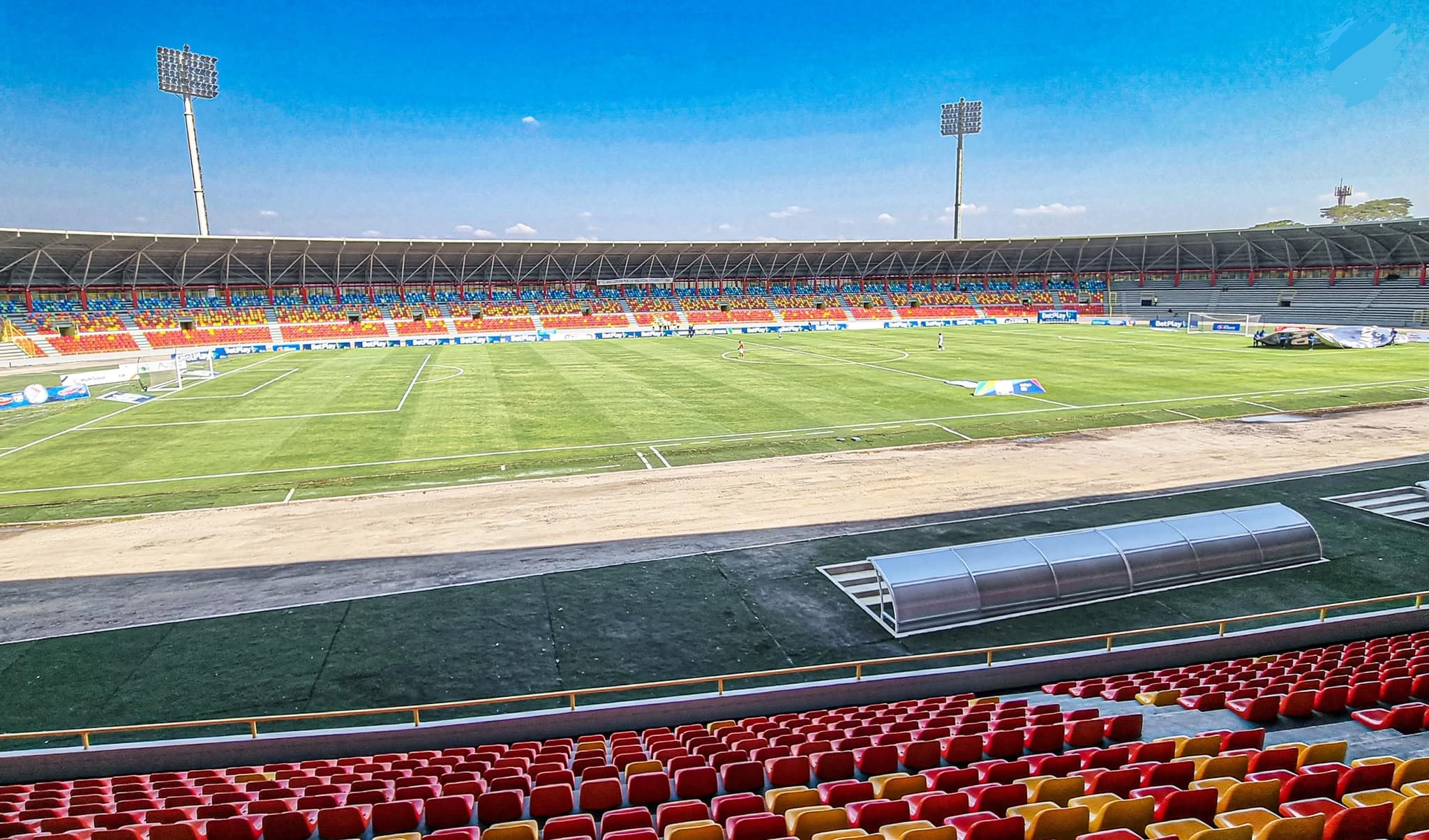
Estadio Bello Horizonte – Rey Pelé (2024)

Der Llaneros FC absolviert seine Heimspiele im Estadio Bello Horizonte – Rey Pelé in Villavicencio. Das Stadion bietet 15.000 Plätze.

## Sportlicher Verlauf
| Saisondaten seit 2012 | Saisondaten seit 2012 | Saisondaten seit 2012 | Saisondaten seit 2012 |
| Spielzeit             | Liga                  | Platz                 | Finalrunde            |
| --------------------- | --------------------- | --------------------- | --------------------- |
| 2012-II               | Torneo Postobón       | 18.                   | -                     |
| 2013-I                | Torneo Postobón       | 4.                    | 4. Gruppe A           |
| 2013-II               | Torneo Postobón       | 11.                   | -                     |
| 2014-I                | Torneo Postobón       | 2.                    | Halbfinale            |
| 2014-II               | Torneo Postobón       | 12.                   | -                     |
| 2015                  | Torneo Águila         | 15.                   | -                     |
| 2016                  | Torneo Águila         | 15.                   | -                     |
| 2017-I                | Torneo Águila         | 4.                    | Viertelfinale         |
| 2017-II               | Torneo Águila         | 6.                    | Finale                |
| 2018                  | Torneo Águila         | 8.                    | 3. Gruppe A           |
| 2019-I                | Torneo Águila         | 8.                    | 4. Gruppe B           |
| 2019-II               | Torneo Águila         | 11.                   | -                     |
| 2020                  | Torneo Águila         | 6.                    | 4. Gruppe B           |
| 2021-I                | Torneo BetPlay        | 12.                   | -                     |
| 2021-II               | Torneo BetPlay        | 7.                    | 3. Gruppe B           |
| 2022-I                | Torneo BetPlay        | 7.                    | 3. Gruppe A           |

## Persönlichkeiten

### Trainerhistorie
| - Nelson Gómez (2018–) - Jairo Patiño (2017–2018) - Germán González García (2016) - Rubén Molina (2015) | - Víctor González Scott (2015) - Nelson Gómez (2015) - Hubert Bodhert (2014–2015) - Alberto Rujana (2012–2013) |

### Ehemalige Spieler
| - Johan Mojica - John Jairo Mosquera |